# Laskeek Bay
De Laskeek Bay is een baai in het westen van de Canadese provincie Brits-Columbia.

## Geografie
De baai ligt in de eilandengroep Haida Gwaii en sluit in het oosten aan op de Hecate Strait. Ten noordwesten ligt Louise Island, ten westen Talunkwan Island en Moresby Island, ten zuidwesten Tanu Island en ten zuiden Lyell Island. Vanuit het westen monden de Selwyn Inlet, Dana Inlet en Logan Inlet in de baai uit.
Een deel van de oevers van Laskeek Bay ligt binnen Ḵ'uuna Gwaay Conservancy en Gwaii Haanas. Een deel van Laskeek Bay ligt binnen het Gwaii Haanas National Marine Conservation Area.
Het waterlichaam ligt in de mariene ecoregio Noord-Amerikaans Pacifisch Fjordland.

## Geschiedenis
De naam van Laskeek Bay zou een aanpassing zijn van een Tsimshian-woord dat "op de adelaar" betekent, wat de Tsimshian naam was voor het historische Haida-dorp Tanu.